# Nava „Argeș” (2)
Nava „Argeș” a fost o navă comercială românească construită în anul 1992 la Șantierul naval Constanța. Anterior a existat o altă navă Argeș.